# Тейсайре, Альберто
Альберто Тейсайре (исп. Alberto Teisaire; 20 мая 1891 — 11 сентября 1963) — аргентинский морской офицер и вице-президент Аргентины.

## Биография

### Ранние годы и карьера на флоте
Альберто Тейсайре родился в 1891 году в семье Эдуардо Тейсайре и Клементины Сехас в аргентинском городе Мендоса. В 1908 году он поступил в Аргентинскую военно-морскую академию, а по её окончании в 1912 году был принят в Военно-морскую академию США. Там Тейсайре, во время Первой мировой войны, стал офицером-подводником ВМС США. Вернувшись в Аргентину, он женился на Дуилии Файо Лонне, а впоследствии был назначен командующим флагманским кораблем ВМФ Аргентины — историческим фрегатом «Сармьенто».
Позднее Тейсайре преподавал в Военно-морской академии Аргентины и занимал многочисленные руководящие посты, в том числе в Департаменте военно-морских реквизиций, в аргентинских военно-морских делегациях в США и Европе. В 1938 году он был назначен главой речного флота ВМФ, а в 1940 году — помощником директора Школы механиков ВМС Аргентины, где он специализировался на обучении судовождению и гидрологии.

### Политическая карьера
Вакуум власти в стране, вызванный смещением со своей должности аргентинского президента Педро Рамиреса и заменой его на другого генерала (Эдельмиро Фарреля), привёл, среди прочего, к назначению Тейсайре 29 февраля 1944 года министром военно-морского флота. Он стал надёжным союзником нового министра войны и труда полковника Хуана Перона, чья поддержка организованных рабочих и их платформы спровоцировала растущее соперничество внутри военного режима. Тейсайре стал самым видным соратником Перона в правительстве, когда в июле он был назначен министром внутренних дел. В 1945 году он ушёл в отставку с поста контр-адмирала, чтобы занять место в Сенате Аргентины в преддверии всеобщих выборов в феврале 1946 года.
Избранный сенатором по списку Рабочей партии Перона, Тейсайре представлял город Буэнос-Айрес, который традиционно склонялся к главной оппозиции Перону — центристскому Гражданскому радикальному союзу. Однако он не пользовался поддержкой у влиятельной первой леди Аргентины — Эвы Перон, которая отказала ему в просьбе принять участие в её «Радужном турне» 1947 года, потому что (по её словам):
Я не хотела, чтобы этот кекс вызвал скандал в Париже, когда для этого у меня уже есть Пакито, который, по крайней мере, смешит меня.
Зато карьера Тейсайре в Сенате складывалась успешно. В 1947 году он был назначен его временным председателем, а в 1951 году был переизбран сенатором. Также он был избран в Конституционную ассамблею 1949 года, которая занималась подготовкой по замене Конституции Аргентины 1853 года, восстановленной в 1957 году. В 1952 году Тейсайре был назначен главой Высшего совета перонистской партии, что фактически сделало его третьим по влиятельности членом президентской администрации (после министра внутренних дел Анхеля Борленги и самого Перона). В 1954 году Тейсайре представил в Аргентине Клуб львов, а также был удостоен немецкого ордена «За заслуги перед ФРГ».
Споры вокруг родственников президента и политического насилия, имевшего место как со стороны его перонистского движения, так и с противоположной, доминировали в заголовках аргентинской прессы в первой половине 1953 года, и Перон решил воспользовался возможностью предстоящих выборов в законодательные органы, чтобы проверить свою популярность. Конституция Аргентины в то время не требовала этого, но были объявлены внеочередные выборы для определения преемника покойного вице-президента Ортенсио Кихано. Перон выдвинул Тейсайре в качестве своего кандидата на этот пост.
По итогам выборов в апреле 1954 года перонисты увеличили и без того своё подавляющее большинство в Национальном конгрессе и избрали Тейсайре вице-президентом с перевесом в 30 % голосов. После этого успеха Перон начал дистанцироваться от своих прежних тёплых отношений с католической церковью, запретив ряд их организаций и периодических изданий, а также 22 декабря легализовав разводы и проституцию. Вице-президент поддержал эти шаги Перона, утверждая, что католическое большинство Аргентины в основном является непрактикующими верующими, а также по большей части, вероятно, не противится стремлению Перона ограничить их влияние.
Однако Перон просчитался в этом вопросе, и это в итоге ему дорого обошлось. Озвученная позиция Тейсайре нанесла ущерб его репутации среди преимущественно консервативного католического командования флотом. Высшие морские офицеры презрительно называли вице-президента «этим масоном», а вскоре и вовсе перестали быть лояльными самой власти Перона. Серия ожесточенных столкновений, продолжавшихся с июня по сентябрь 1955 года, закончилась отставкой и изгнанием Перона 19 сентября.

### Отставка и смерть
23 сентября 1955 года Тейсайре был вынужден уйти в отставку с поста вице-президента, после чего его заставили прочитать 7-страничное признание предполагаемых злоупотреблений «беглого диктатора». Его «признание» было превращено в 12-минутный пропагандистский фильм активистами Освободительной революции, который должен был демонстрироваться во всех кинотеатрах страны. Его вынужденные заявления 1956 года вызывали споры и воспринимались многими перонистами как предательство даже после его смерти.
Выйдя на пенсию, Тейсайре вёл незаметную жизнь. Несмотря на ряд сообщений о том, что он был убит в ресторане 12 октября 1962 года во время обеда со своими помощниками левыми перонистскими боевиками, он умер естественной смертью 11 сентября 1963 года в возрасте 72 лет.